# Hóa lỏng đất

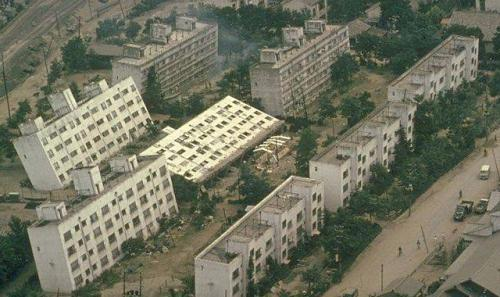
Một số hiệu ứng đất hóa lỏng trong Động đất Niigata 1964

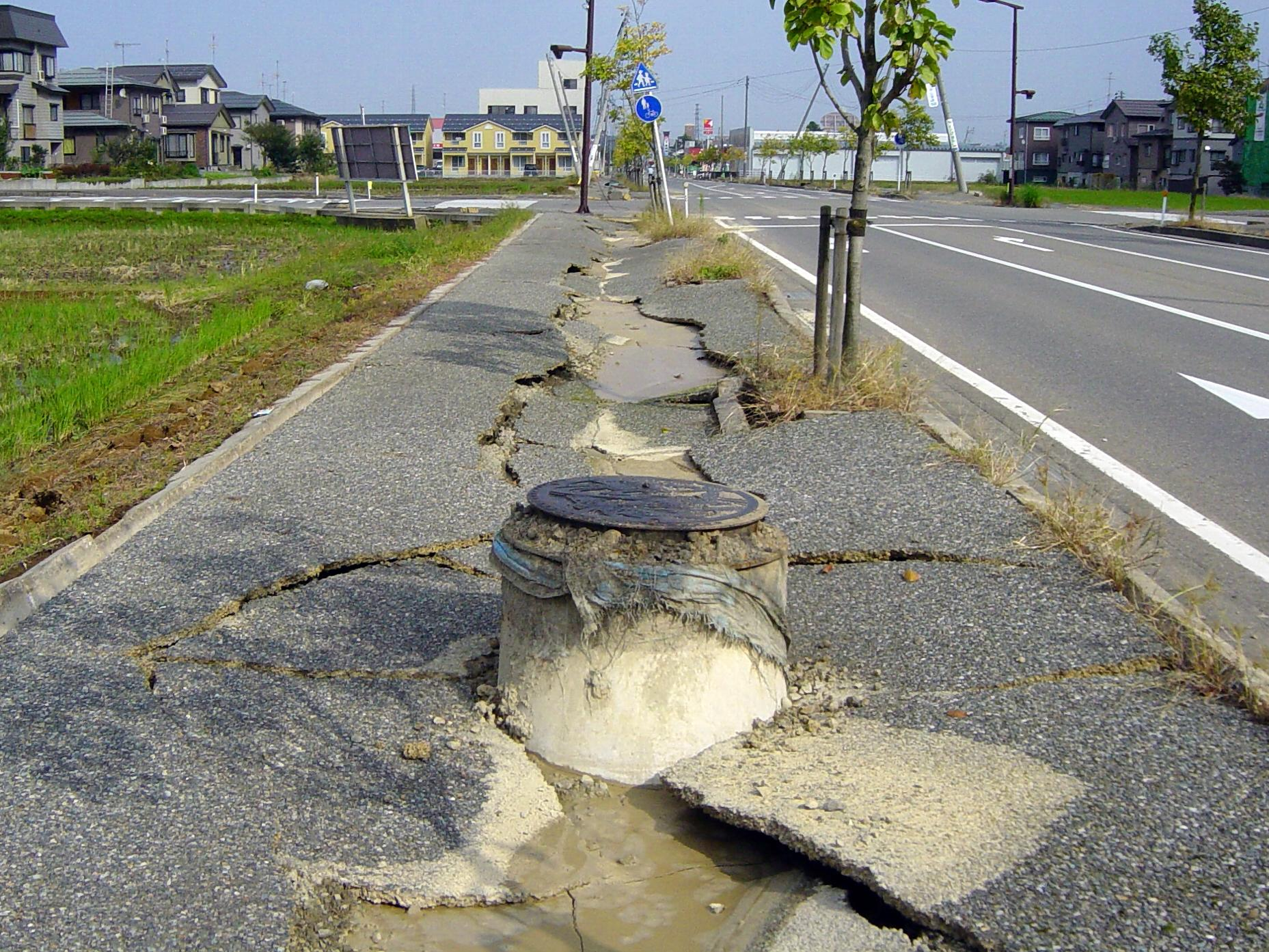
Đất hóa lỏng làm cống nổi lên trên bề mặt – Động đất Chūetsu 2004

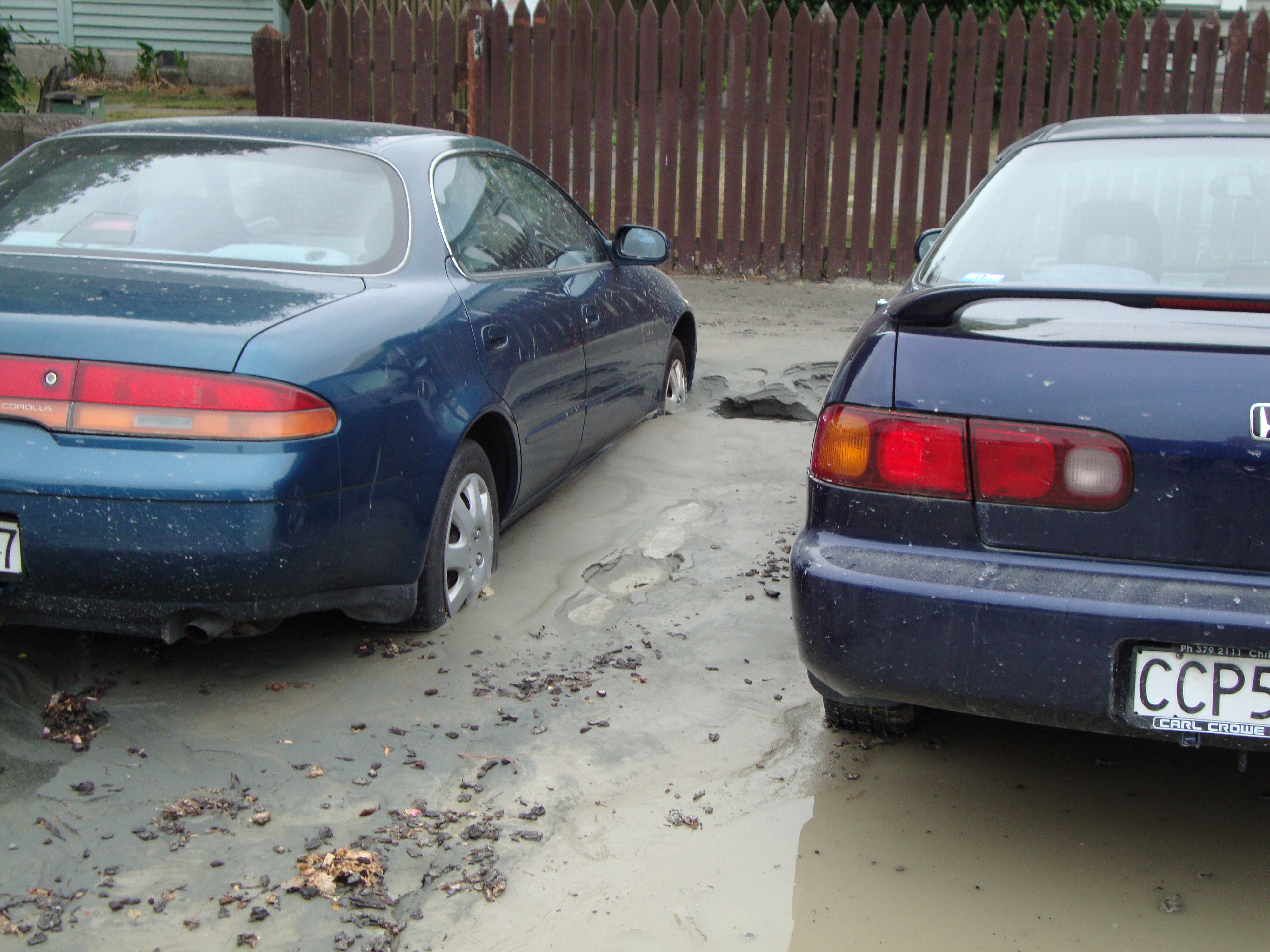
Liquefaction in Christchurch, New Zealand, during the 2011 earthquake resulted in a layer of fine sand on the street.

Hoá lỏng đất là hiện tượng xảy ra đối với đất bão hoà nước hoặc đất bão hòa một phần dẫn đến mất cường độ và sức kháng, xảy ra khi chấn động địa chất như động đất hoặc những thay đổi điều kiện ứng suất đột ngột. Khi đất bị hoá lỏng sẽ mất hết ma sát gây giảm đáng kể sức chịu tải của cọc hoặc biến dạng lớn cho công trình.
Tuy nhiên, không phải loại nền nào và điều kiện địa chất nào cũng xảy ra hoá lỏng vì hiện tượng hoá lỏng phụ thuộc vào khá nhiều yếu tố như: Niên đại của nền đất, độ sâu mực nước ngầm, hàm lượng hạt sét...